# Leopold III. (Lippe)

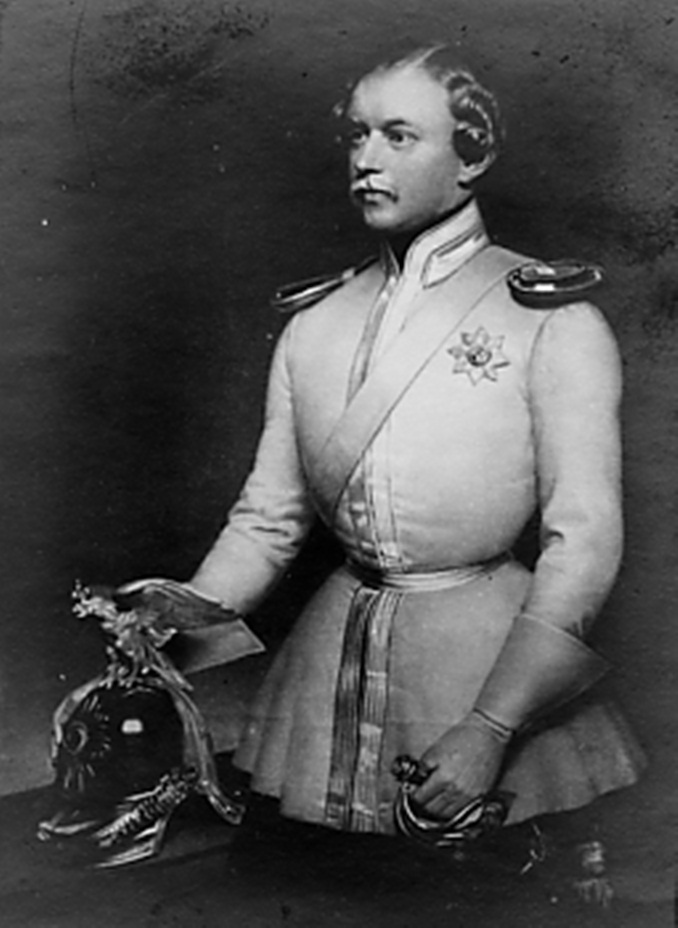
Leopold III. zur Lippe

Paul Friedrich Emil Leopold III. (* 1. September 1821 in Detmold; † 8. Dezember 1875 ebenda) war Fürst zur Lippe.

## Leben
Leopold, der älteste Sohn Leopolds II. und dessen Frau Emilie war bei seinem Regierungsantritt fast 30 Jahre alt. Er hatte an der Universität Bonn studiert, wo der Dichter Ernst Moritz Arndt den großen blonden, blauäugigen Jüngling als alten Cheruskerfürsten begrüßte. Bis zu seinem Regierungsantritt war er Offizier im preußischen Gardes du Corps. Seit 2. September 1873 war Leopold Generalleutnant von der Kavallerie sowie ab 16. August 1875 Chef des Infanterie-Regiments „Graf Bülow von Dennewitz“ (6. Westfälisches) Nr. 55. Zudem war Leopold seit 17. Januar 1867 Ritter des Schwarzen Adlerordens.
Als streng Konservativer war er ein Gegner der Märzrevolution. Er löste deshalb den Landtag bald auf und hob durch Verordnung vom 15. März 1853 die Verfassung von 1849 auf und führte die Verfassung von 1836 wieder ein, obwohl man ihm davon abriet. Die liberale Partei schäumte über diesen Staatsstreich, während sich der Fürst auf den Standpunkt stellte, dass er die durch die Revolution erzwungene Verfassung weder veranlasst noch gebilligt, geschweige denn beschworen habe. Seine Politik passt sich damit in die Reaktionsära im Deutschen Bund nach der Revolution von 1848 ein. Unter Leopold III. vollzog das Fürstentum Lippe den Beitritt zuerst zum Norddeutschen Bund und dann 1871 zum Deutschen Reich. Leopold wird als eher weicher und nachgiebiger Charakter geschildert, wohlmeinend, aber leicht zu beeinflussen. Das politische Sagen hatten seine Kabinettsminister.
Zum Kabinettsminister ernannte er 1853 den unrühmlich bekannten Laurenz Hannibal Fischer, den hochkonservativen „Flotten-Fischer“, der sich und die Regierung weiterhin äußerst unbeliebt machte. Dessen Nachfolger, dem konservativen Minister Alexander von Oheimb, gelang trotzdem ein großer Erfolg in der Verhandlung mit den Ständen, indem er die Trennung von Landes- und Domanialhaushalt im Sinne des Fürsten durchführte und die Anerkennung der Stände dafür erlangte, dass das Domanium als Privatbesitz der fürstlichen Familie anerkannt wurde. Im Allgemeinen dauerte aber der Verfassungsstreit an, und die liberale Opposition erregte sich über von Oheimbs Erfolg nur noch mehr, während sich der Riss zwischen Konservativen und Liberalen, zwischen Stadt und Land vertiefte.
Dies schmerzte den Fürsten durchaus, denn er galt als leutselig und freundlich. Zu seinen wöchentlichen Audienzen hatte jedermann Zutritt.
Leopold III. förderte das musikalische Leben in Detmold. Louis Spohr widmete dem Fürsten 1856 seine Sechs Lieder für Baritonstimme, Violine und Klavier. Leopold hatte um diese Widmung gebeten und trug die Lieder selbst am Hof vor. Die Hofkapelle stand unter der Leitung zweier Schüler des seinerzeit ausgesprochen bekannten Komponisten und Violinisten Spohr: Bis 1862 August Kiel, ab da Carl Bargheer. 1859 besuchte Spohr wenige Monate vor seinem Tod Detmold und äußerte sich in einem Brief an seinen ehemaligen Schüler Kiel der wohlwollend über das Niveau der Hofkapelle. Nach dem Tod Leopolds löste sein Nachfolger die Hofkapelle auf.
1857 bis 1859 verbrachte Johannes Brahms drei Winter in Detmold. Er gab der Schwester des Fürsten, Friederike, sowie einigen Damen der Hofgesellschaft Klavierunterricht und leitete einen Chor im Schloss, an dem Mitglieder der Fürstenfamilie teilnahmen. Brahms arbeitete in dieser Zeit an seinem ersten Klavierkonzert und stellte seine beiden Orchesterserenaden fertig. Die Verbindung mit Brahms hatte die Familie von Maysenbug hergestellt. Karl von Meysenbug, der ältere Bruder Malwidas von Meysenbug, war als Kammerherr und Hofmarschall Leopolds für das Schloss und das höfische Zeremoniell, aber auch für Hofkapelle und Theater verantwortlich.
Leopolds Ehe mit der Prinzessin Elisabeth von Schwarzburg-Rudolstadt (* 1. Oktober 1833, verheiratet am 17. April 1852, † 27. November 1896) blieb kinderlos. Dennoch war er sehr kinderlieb und bescherte jede Weihnachten eine große Kinderschar im Schloss. Statt im baufällig gewordenen Residenzschloss wohnten Leopold und seine Ehefrau ab 1852 im Neuen Palais, das zwischen 1847 und 1852 für sie umgebaut worden war.
Kurz vor seinem Tod erlebte er 1875 noch die Einweihung des Hermannsdenkmals durch Kaiser Wilhelm I. Kurz danach wurde er von einem heftigen Gallen- und Leberleiden befallen. Er verstarb nach einem Gehirnschlag am 8. Dezember 1875. Die Nachfolge übernahm sein drei Jahre jüngerer Bruder Woldemar.

### Titel
Paul Friedrich Emil Leopold, Regierender Fürst zur Lippe, Edler Herr und Graf zu Schwalenberg und Sternberg.